# Système éducatif en Mauritanie

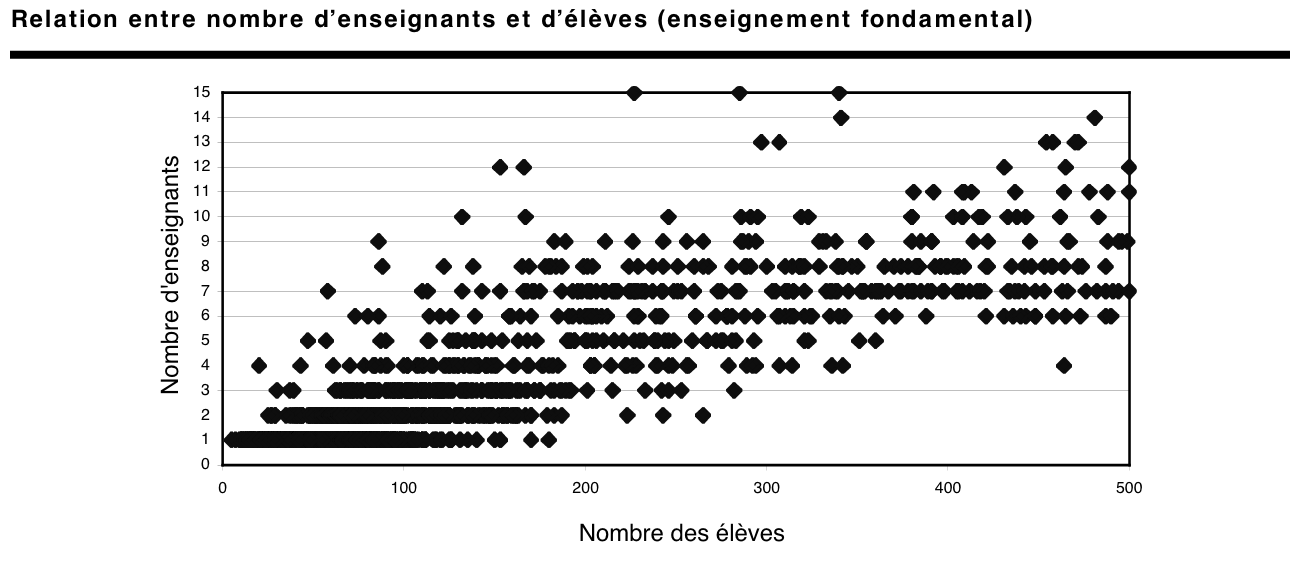
Relation entre nombre d’enseignants et d’élèves (enseignement fondamental) en Mauritanie (2001)

L'éducation en Mauritanie, ou système éducatif mauritanien, concerne l'ensemble des institutions publiques et privées de la République islamique de Mauritanie ayant pour fonction d'assurer et de développer le système éducatif sur l'ensemble du territoire du pays.
Le système scolaire mauritanien est en majorité public, cependant, dû à la prévalence de l'islam dans l'éducation, il n'est pas laïc. Les deux langues principales d'enseignement sont le français et l'arabe. Le français est utilisé majoritairement dans l'enseignement supérieur et les matières scientifiques,.

## Historique
Le premier système d'enseignement public en Mauritanie a été établi par l'administration coloniale française. Les premières écoles étaient largement concentrées dans les communautés sédentaires de la vallée du fleuve Sénégal. En 1950, la première école de formation des enseignants fut créée à Boutilimit, et en 1957, l'école secondaire de Rosso commença également à former des enseignants. 
En partie dû au fait que ces écoles publiques étaient concentrées dans le sud du territoire, les autochtones s'y inscrivèrent en grand nombre. En conséquence, l'écrasante majorité des enseignants des écoles publiques étaient noirs et la classe instruite était dominée par les Noirs.
Les quelques écoles françaises situées dans les zones nomades avaient peine à attirer les élèves: les maures, en particulier, se montrèrent réticents à l'égard des écoles publiques francophones et continuaient à privilégier une instruction purement islamique. Peu à peu, cependant, ils commencèrent à envoyer leurs enfants dans les écoles publiques, car ils constataient que l'enseignement religieux traditionnel ne préparait pas leurs enfants à la vie au XXe siècle. 
Les Français créèrent aussi des « écoles mobiles » après la Seconde Guerre mondiale, afin de fournir une éducation publique à un plus grand nombre de nomades. En 1954, on comptait douze écoles françaises régulières dites « sous tente », desservant 241 élèves. Au moins certaines de ces écoles sous tente continuèrent à fonctionner à l'indépendance de la Mauritanie en 1960.